# Biblioteca Los Palos Grandes
La Biblioteca Los Palos Grandes es un espacio público, se encuentra en la plaza Los Palos Grandes en el municipio Chacao del DistritoMetropolitano de Caracas, Miranda, fue inaugurada el 26 de febrero del 2011 concebida como un espacio destinado a fomentar la lectura, la creatividad y el encuentro ciudadano. Es una de las bibliotecas del este de Caracas con más actividades y que fomenta la lectura contando con más de 10.000 títulos dentro de sus distintos espacios,
Es un espacio de interés, de aprendizaje, de conocimiento,de intercambio cultural e intelectual donde se pueden disfrutar de distintas actividades, tales como conferencias, bautizos de libros, talleres, conservatorios, arte, música y charlas. Más que todo el complejo se centra en la creación de talleres y actividades lúdicas, didácticas y recreativas para niños, niñas y jóvenes con programas que promueven y desarrollan la lectura, la creatividad y el encuentro ciudadano.

## Salas y espacios

### Fundación Sala Biblioteca Francisco Herrera Luque
Es una asociación civil sin fines de lucro creada el 9 de abril de 1992, con el propósito de generar en la sociedad venezolana, especialmente en el seno de la juventud el estímulo al estudio, al análisis de la historia y la creación de una mayor conciencia de la responsabilidad ciudadana, a partir de los temas, valores y reflexiones que se encuentran en la obra de Francisco Herrera Luque.
El 28 de marzo de 2005 la fundación es designada como Centro UNESCO,  un reconocimiento por parte de las Naciones Unidas por la labor cultural realizada durante doce años consecutivos. Como Centro Unesco la Fundación contribuye con la paz y la seguridad, estrechando mediante la educación, la ciencia y la cultura la colaboración entre las naciones a fin de asegurar el respeto universal a la Justicia, a la Ley y a los Derechos Humanos y a las libertades fundamentales.
Actualmente se encuentran en una Biblioteca con el mismo nombre del sótano 2 de la Biblioteca Los Palos Grandes e imparten múltiples talleres de aprendizaje enfocados a niños y jóvenes.

### Sala Eugenio Montejo
Es un espacio donde se imparten cursos para pequeños y grandes escritores, un lugar mágico para el aprendizaje y el conocimiento. Fue nombrada en honor a Eugenio Montejo (1938-2008), unos de los grandes exponenetes de la literatura y la poesía de Venezuela. Cultura Chacao se encarga de organizar múltiples eventos, talleres y demás para la recreación y el aprendizaje de niños, niñas, jóvenes e incluso adultos.

### Otros espacios y salas
- Sala de Computación
- Área Infantil
- Salas de Encuentros
- Ludoteca Chacao
- Espacio Álvaro Sotillo[1][3][5]